# 調布基地跡地運動広場

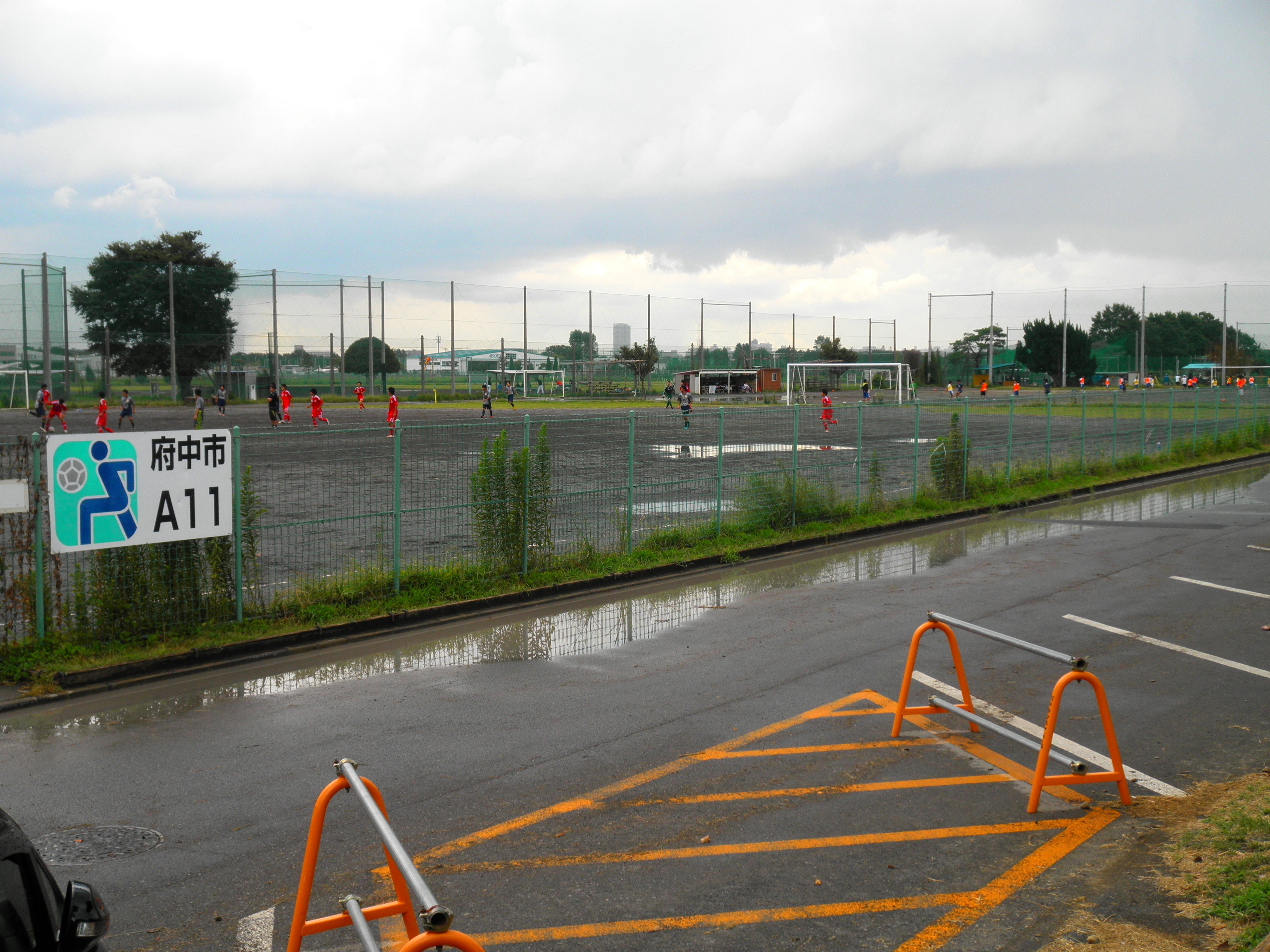
府中市施設（A11グラウンド）
奥に調布飛行場の施設が見える

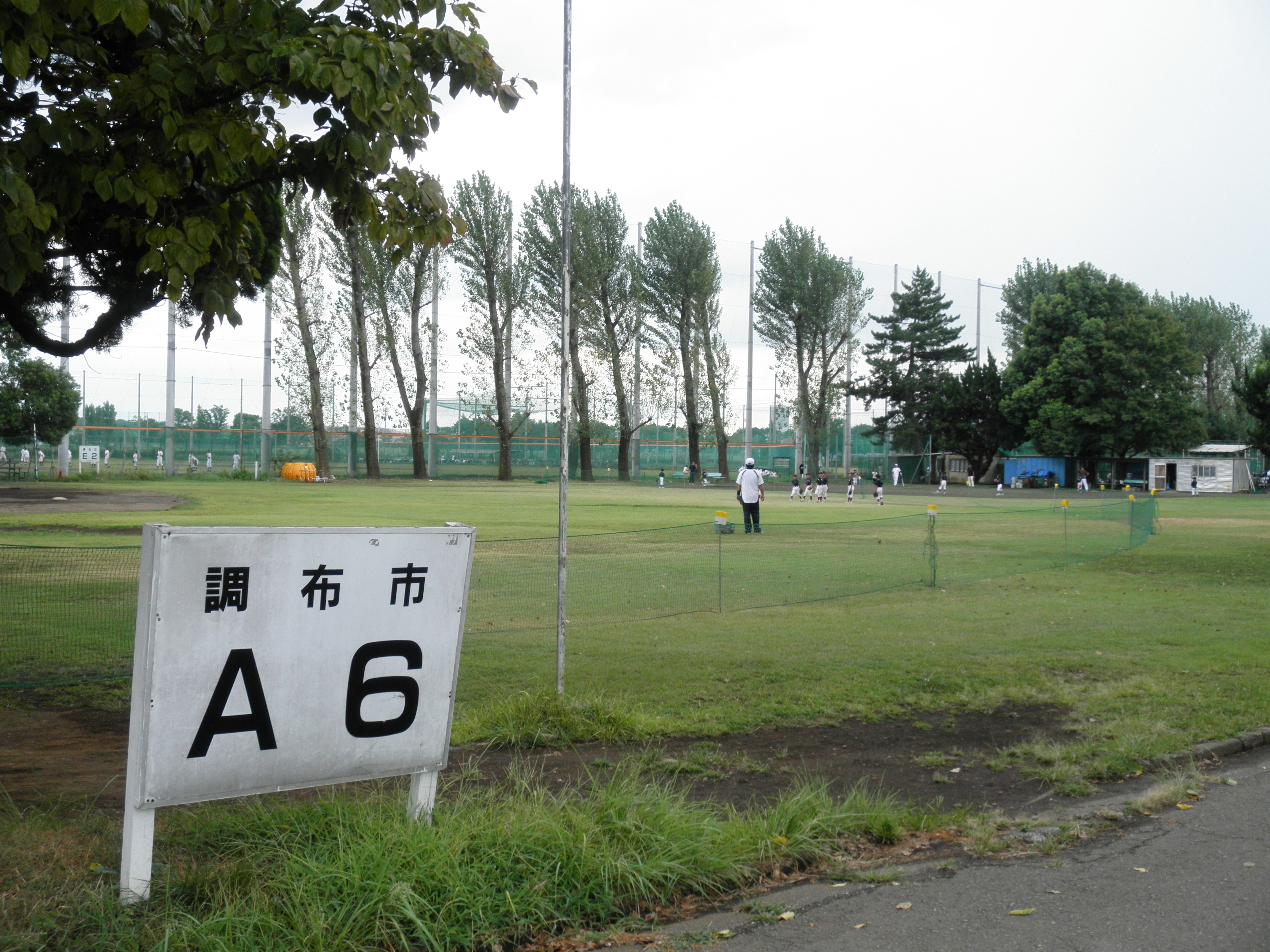
調布市施設（A6グラウンド）

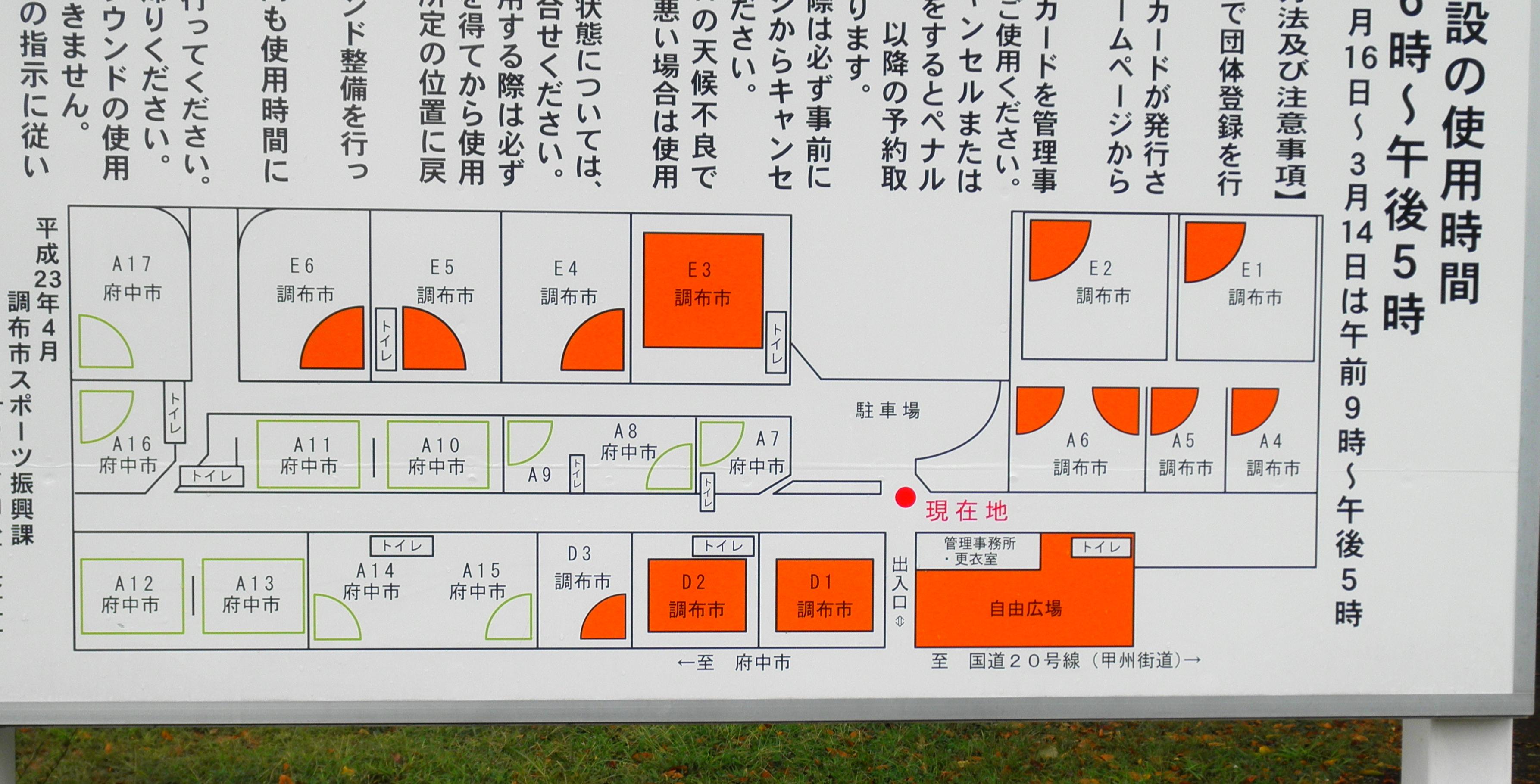
グラウンド配置

調布基地跡地運動広場（ちょうふきちあとちうんどうひろば）は、東京都調布市、府中市、三鷹市に跨がる屋外スポーツ施設である。旧米軍調布基地の跡地に設置され、総面積は26.8haに及ぶ。記事名は調布市の施設名であり、府中市側の施設は「調布基地跡地暫定少年野球場」「調布基地跡地暫定少年サッカー場」と呼称している。通称として「関東村跡地」と呼ばれることもある。本項では、調布市、府中市の近隣スポーツ施設もあわせて記述する。

## 概要
1941年に完成した旧東京調布飛行場が、米軍占領を経て、1973年に全面返還された。この間の経緯については、調布飛行場#歴史を参照のこと。
跡地利用は、調布市、府中市、三鷹市が協議会を設け協議が行われた。現在、武蔵野の森公園、東京スタジアム、アミノバイタルフィールドなどとならび、運動広場（府中市施設名は、暫定○○場）が設置されている。もともとの跡地利用計画では下水処理場が設置される予定で運動広場はその上部に設置される計画であったが計画を見直すことになり暫定的に運動広場として利用されている。
年間利用者は、府中市側の暫定少年サッカー場が2010年度で約74,000人。調布市側の施設が2005年8月報告書によれば32万人である。
グラウンド管理は、ムサシ綜合メンテナンス企業組合が行っている。

## 施設

### 調布市
- 調布基地跡地運動広場 - グラウンド 12面[6][7]
  - 野球・少年野球・ソフトボールなど 9面（グラウンドA4・A5・A6・D3・E1・E2・E4-E6）[7]
  - サッカー・少年サッカーなど 3面（グラウンドE3・D1・D2）[7]

- 市民西町サッカー場[8]

### 府中市
- 調布基地跡地暫定少年野球場[9]
  - 硬式用 2面（グラウンドA16・A17）、軟式用 5面（A7-A9・A14-A16）[7]

- 調布基地跡地暫定少年サッカー場[10]
  - 4面（グラウンドA10-A13）[7]

- 朝日サッカー場（武蔵野の森公園内）
  - 2面または少年サッカー場4面

## 利用
- リトルリーグの調布リトルや武蔵府中リトルが練習場として使用している。
- 個人ではなく、団体で届け出が必要[11][10]。

## 将来計画
現在のスポーツ施設は府中市の施設名称が示すごとく暫定施設であり、近隣の用地も含め様々な計画が検討されている。

## 近隣の施設
- 調布飛行場
- 武蔵野の森公園
- 味の素スタジアム
- アミノバイタルフィールド
- 武蔵野の森総合スポーツプラザ

## 交通アクセス
- 京王線飛田給駅
- 西武多摩川線多磨駅